# Eurocorps
L'Eurocorps (talvolta in lingua italiana: Eurocorpo) è una forza multinazionale a livello di Corpo d'armata, nata nel 1992, che comprendeva inizialmente reparti provenienti da Belgio, Francia, Germania, Lussemburgo e Spagna. Dal 2002 è classificato "forza di reazione rapida“ (Rapid deployable corps).

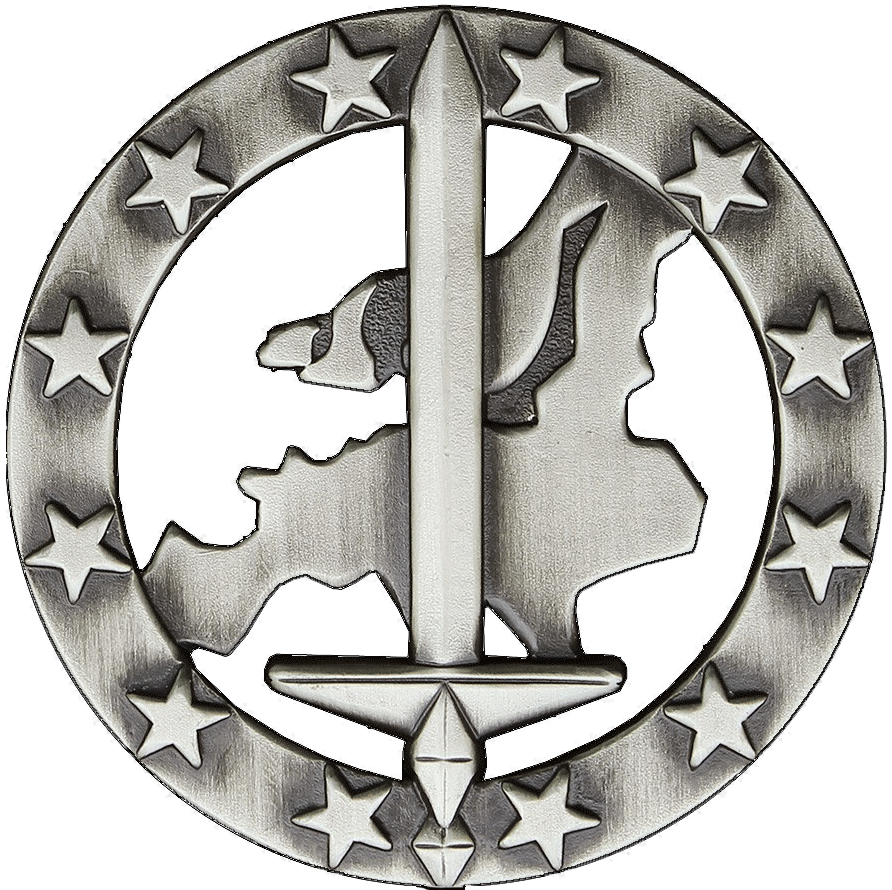
EUROCORPS (fregio per basco)

Il Comando dell'EUROCORPS ha sede a Strasburgo, nei pressi del confine tra Francia e Germania: dello Staff (Stato Maggiore) fanno parte anche Ufficiali provenienti da Grecia, Italia, Polonia e Turchia.

## Storia
La creazione di una forza di difesa congiunta fu ventilata la prima volta durante il Trattato dell'Eliseo (22 gennaio 1963), dal Presidente della Repubblica francese Charles de Gaulle e il Cancelliere tedesco Konrad Adenauer. Il risultato delle trattative sul piano militare, indirizzate a un rafforzamento della difesa franco-tedesca, portò a una serie di scambi tra le forze della Francia con quelle dell'allora Germania Ovest.
Nel 1987, il Presidente francese François Mitterrand e il Cancelliere Helmut Kohl decisero di intensificare la collaborazione militare tra i due Paesi, creando il Consiglio di Sicurezza e Difesa Franco-Tedesco a cui rispondeva una Brigata franco-tedesca, creata nel 1991 e tuttora operativa.
Il 14 ottobre 1991, i due Capi di Stato scrissero una lettera al Consiglio d'Europa, annunciando l'intenzione di intensificare la cooperazione militare tra le due sponde del Reno: furono così gettate le basi di una forza di difesa europea, al quale avrebbero potuto partecipare altre nazioni dell'allora CEE.
L'Eurocorps fu ufficialmente creato al summit di La Rochelle del 22 maggio 1992.
Il 19 giugno 1992, la dichiarazione Petersberg, che definiva il ruolo dell'Unione europea occidentale (UEO) sottolineò l'importanza di questa organizzazione all'interno della NATO. A seguito di questa dichiarazione il 19 maggio 1993 gli Stati membri che partecipavano agli Eurocorps decisero di mettere queste forze a disposizione dell'UEO.
Gli Eurocorps sono poi cresciuti con l'adesione del Belgio il 25 giugno 1993, la Spagna il 1 luglio 1994 e il Lussemburgo il 7 maggio 1996.
Nel 1998 l'Eurocorps ha intrapreso una sostanziale ristrutturazione, decidendo di affiancare i contingenti NATO in missioni di mantenimento della pace:
- maggio 1998: 150 soldati in Bosnia ed Erzegovina;
- febbraio 2000: forza di spedizione in Kosovo, con compiti di protezione della nascente amministrazione multietnica;
- 2004–2005: compiti di protezione in Afghanistan per assicurare il regolare svolgimento delle prime elezioni; controllo del territorio nel nord del Paese.[4]
- 2012: compiti di protezione in Afghanistan, 300 soldati
- 2015: 57 soldati in Mali

Pur non rappresentando veramente un esercito europeo, l'Eurocorps è la dimostrazione della capacità degli Stati dell'Unione Europea di organizzare una forza di difesa completamente multinazionale.
Nel settembre 2002, a seguito dell'accordo SACEUR, l'Eurocorps diviene un Corpo d'Armata "di reazione rapida“ (Rapid deployable corps) disponibile sia per le esigenze dell'Unione Europea, sia per quelle della NATO. Analogamente agli altri Rapid deployable corps, l'Eurocorps è subordinato al Comando Supremo delle Potenze Alleate in Europa (Supreme Headquarters Allied Powers Europe - SHAPE) ed è certificato quale NATO Response Force (NRF). Da quel momento sono stati invitati ad integrare il Quartier Generale anche altri ufficiali di collegamento facenti parte della NATO: (Grecia 2002, Turchia 2002, Polonia 2003, Canada 2003–2007, Italia 2009). Dalla data della sua creazione, Ufficiali di collegamento provenienti da Gran Bretagna, Italia e Paesi Bassi si sono succeduti presso l'EUROCORPS. Il 25 febbraio 2003, l'Austria e la Finlandia, in una cerimonia a Strasburgo, hanno firmato un trattato che consente loro di inviare forze alla sede di Strasburgo dell'EUROCORPS. Ciò ha permesso alla Finlandia di rimanere a l'Eurocorps fino al 2005, all'Austria fino al 2011.
Nel 2009 è entrata a fare parte dell'Eurocorps anche l'Italia. La cerimonia d'insediamento si è svolta il 22 giugno dello stesso anno a Strasburgo, presso la sede stanziale del Comando.
L'Eurocorps è responsabile anche della sicurezza del Parlamento europeo a Strasburgo.
Nel marzo 2024 il comandante, il generale polacco Jaroslaw Gromadzinski, è stato destituito a seguito di una indagine dell'intelligence polacca.

## Unità subordinate
Al 2012 dell'Eurocorps fanno parte le seguenti unità:
- Francia- Germania:
  - La Brigata Franco-Tedesca con sede a Müllheim (Germania) sotto controllo Eurocorps.
- Francia:
  - Una divisione.
- Germania:
  - Una divisione.
- Belgio:
  - 1ª Brigata Leggera con sede a Leopoldsburg.
- Spagna:
  - Il Cuartel General del Mando de Fuerzas Pesadas con sede a Burgos, dove è presente anche la 1ª Divisione Meccanizzata.
- Lussemburgo:
  - 180 militari con sede a Diekirch per il supporto logistico che sono integrati durante le operazioni con le forze belghe.